# Mordellistena minima
Mordellistena minima es una especie de coleóptero de la familia Mordellidae.

## Distribución geográfica
Habita en el paleártico: Europa y el Próximo Oriente.